# A Queen Is Crowned
A Queen Is Crowned je britský dokumentární film z roku 1953, který napsal Christopher Fry. Film dokumentuje korunovaci královny Alžběty II., která proběhla 2. června 1953. Doprovodný text ve filmu vyprávěl Laurence Olivier. Film byl jmenován na Oscara za nejlepší celovečerní dokumentární film a byl prvním vítězem Zlatého glóbu za nejlepší dokument. Tento film byl jedním z nejpopulárnějších filmů uváděných v britských kinech v roce 1953.
Tento film byl prvním filmem, který byl promítán na skotských ostrovech Eigg a Rùm, i když na druhém z uvedených ostrovů byl vysílán bez zvuku, protože nebyl k dispozici dostatečně silný generátor.

## Obsazení
- Laurence Olivier jako vypravěč
- královna Alžběta II.
- princ Philip, vévoda z Edinburghu
- královna matka Elizabeth
- princ Charles
- Džaváharlál Néhrú